# Гребінчик
Гребінчик (Ctenidium) — рід мохів родини Hypnaceae.
Вперше цей рід був описаний Вільгельмом Філіпом Шимпером.
Рід має космополітичне поширення.
Види:
- Ctenidium molluscum Mitten, 1869